# Anna Sanchez
Anna Sanchez (sinh ngày 29 tháng 12 năm 2002) là một diễn viên nhí người Philippines. Cô là em gái của người mẫu nổi tiếng Jennica Sanchez

## Sự nghiệp
Cô ra mắt năm 2018 trong một bộ phim, cô dần dần nổi tiếng và có nhiều vai diễn nhỏ làm nên tên tuổi. Đầu năm 2019, cô xuất hiện trong một trương trình nhỏ cùng với Rina Willams, Dana Rollins, Rosé, Helena Choi chia sẻ về dự định sự nghiệp trong năm nay.

## Chương trình truyền hình
| Năm  | Chương trình         | Ghi chú           |
| 2018 | The Night with Model | cùng Anna Sanchez |

## Đời tư
Cô có một người chị gái là người mẫu Jennica Sanchez

## Chương trình truyền hình
| Năm                                                                                                  | Chương trình         | Ghi chú                 |
| 2018                                                                                                 | The Night with Model | cùng Jennica Sanchez    |
| 2019                                                                                                 | Student Moment       | cùng Rosé, Naomi Moniet |
| Bài viết này vẫn còn sơ khai. Bạn có thể giúp Wikipedia mở rộng nội dung để bài được hoàn chỉnh hơn. |                      |                         |